# Перлина Аллаха

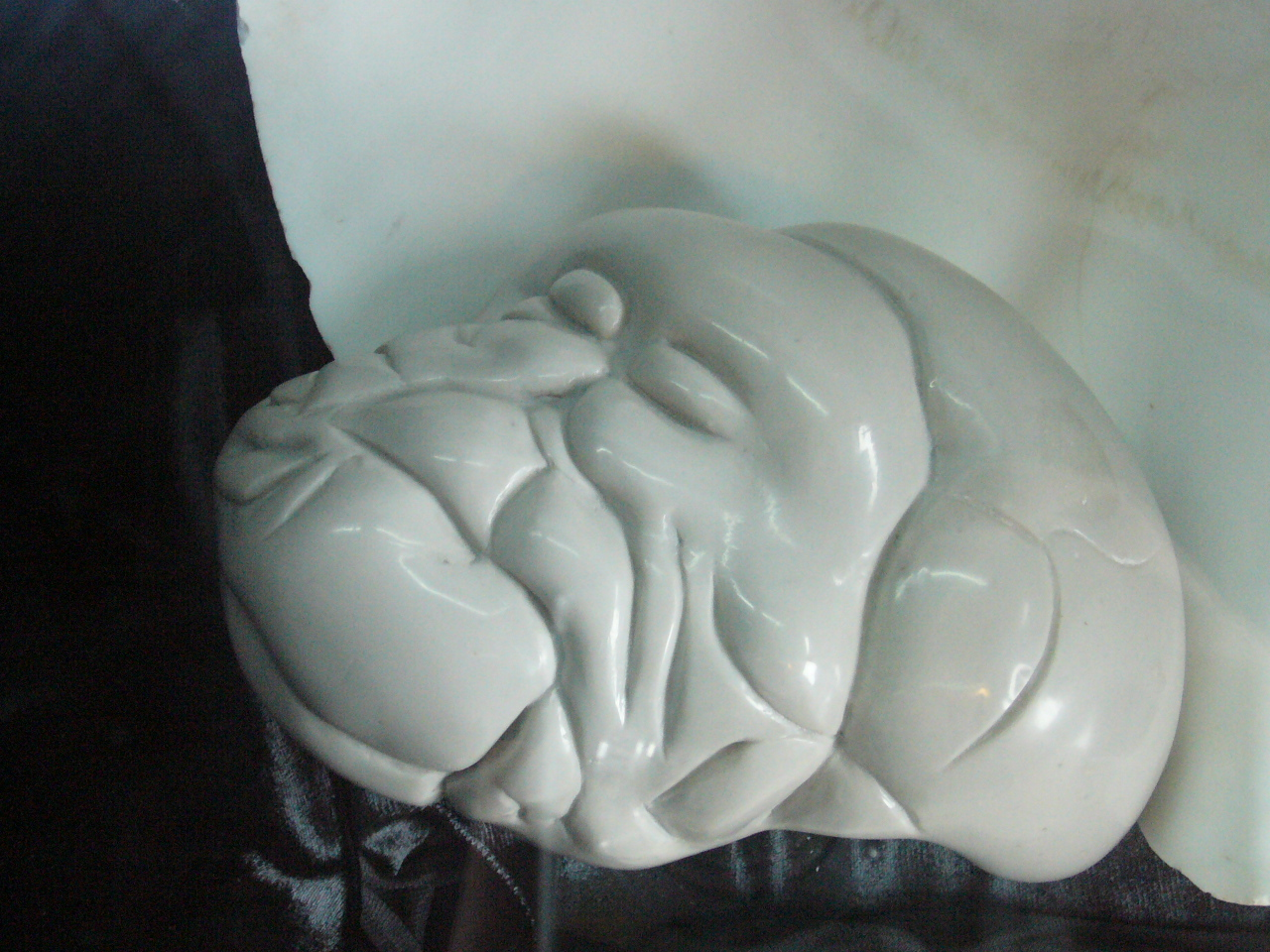
Копія Перлини Аллаха в іспанському океанографічному музеї

Перлина Аллаха, або Перлина Лао-цзи — одна з найбільших відомих у світі природних перлин, масою понад 6 кг. Мала статус найбільшої до 2016 року. Отримала своє ім'я через зовнішню схожість із чалмою, розповсюдженою серед народів, що сповідують іслам. Інша назва «Перлина Лао-цзи» пов'язана з легендою про самонародження засновника даосизму.
Маса перлини складає 6,4 кг, діаметр — 24 см. Вартість мінералу цікавої форми оцінюється в 40 млн доларів США.
Перлина Аллаха (Лао-цзи) утворилася в мушлі велетенської тридакни (Tridacna gigas). Знайдена місцевим ловцем на острові Палаван, Філіппіни, 7 травня 1934 року.
В 2006 році біля Філіппін було знайдено «Перлину Пуерто» масою 34 кг, представлену загалу в 2016.